# Rinia

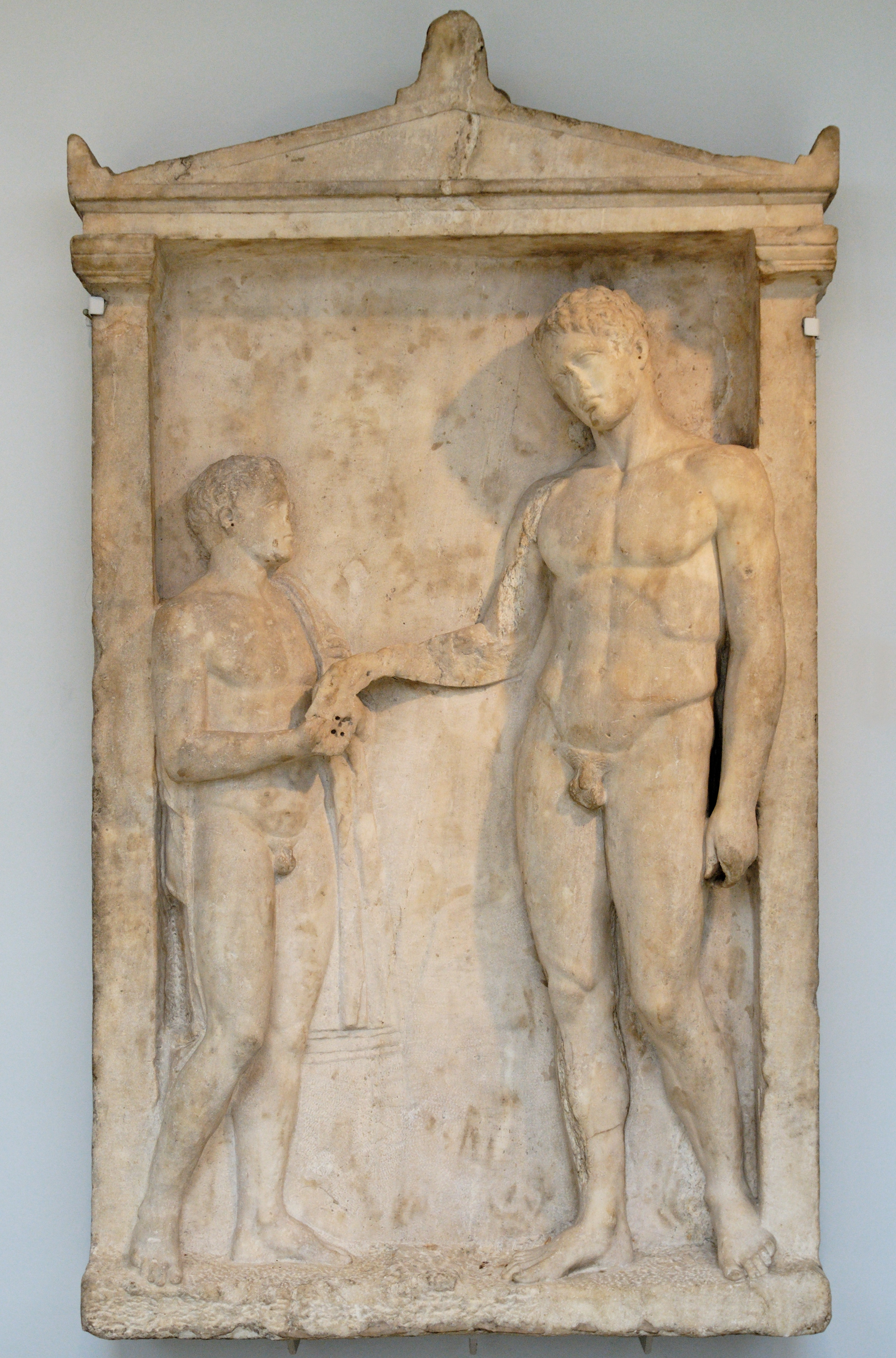
Beeldhouwwerk van een man dat een oliekruikje aan een jong kind geeft. Vermoed wordt dat het beeld van Rinia afkomstig is.

Rinia of Rineia (Grieks: Ρήνεια, Rheneia) is een tegenwoordig onbewoond eiland van de Cycladenarchipel. Het eiland ligt in de Egeïsche Zee. Rinia ligt 9 kilometer ten zuidwesten van Mykonos en 140 kilometer zuidoostelijk van de Griekse hoofdstad Athene. Het buureiland Delos is door een zeestraat van 700 bij 1.100 meter van Rinia gescheiden.
De grootte van het eiland is ongeveer 10 km². Het eiland heeft een maximale breedte van 3,4 km en een maximale lengte van 7,5 km. Het eiland bestaat uit 2 "delen". Het noordelijke eiland is met zijn 136 meter hoogte het grootst.

## Toen en nu
De naam van het eiland is afgeleid van het Griekse woord voor vrede (Ειρήνη Eiríni), waarvan ook de vrouwelijke naam Irene kan worden afgeleid. Vanwege de nabijheid van het naburige eiland Delos, dat in de oudheid veel belangrijker was, hoewel kleiner, werd Rinia in de 19e eeuw (en waarschijnlijk ook in vroegere tijden) ook wel eens 'Groot Delos' genoemd. Als archipel werden de twee naburige eilanden Delos en Rinia ook wel 'Délia' (Grieks τα Δήλια (n. mv.)) genoemd, wat het best vertaald kan worden als "de Delische eilanden".
Aan de archeologische vondsten is te zien dat Rinia vroeger onderdeel geweest is van buureiland Delos. De meeste archeologische voorwerpen worden in Mikonos tentoongesteld. Tot in de tachtiger jaren was het eiland nog bewoond door een twintigtal mensen.
Tegenwoordig wordt het eiland voornamelijk gebruikt door grazende herten en geiten. Hoewel er niets bijzonders te zien is, ankeren er wel vaak schepen en jachten in de baai van Rinia.